# François Clément (religieux)
Pour les articles homonymes, voir François Clément.
François Clément, né le 7 avril 1714 à Bèze, mort le 29 mars 1793 à Paris, est un historien français.

## Biographie
Bénédictin de la congrégation de Saint-Maur, dom Clément a commencé ses études au collège des jésuites à Dijon. Après sa première profession, le 23 mai 1731, à l’abbaye bénédictine de Vendôme, épuisé par  son application sans relâche à l’étude, il a dû la suspendre pendant dix ans, à l’âge de vingt-cinq ans. Une fois remis, ses supérieurs l’ont envoyé à Paris, au monastère des Blancs-Manteaux, pour prêter son concours aux travaux savants de sa congrégation.
Joignant à de grands dons intellectuels un sens assez aigu des sciences, il était doué d’une activité infatigable, surtout la nuit, où il ne s’accordait que deux ou trois heures de sommeil. Il s’est d’abord consacré aux préparatifs des XIe et XIIe volumes couvrant les années 1141-1167 de l’Histoire littéraire de la France de dom Rivet, qui ont été édités par dom Clémencet. Il a ensuite édité, en collaboration avec son confrère dom Brial, les XIIe et XIIIe volumes de l’œuvre commencée par dom Bouquet en 1738,.
Son grand œuvre est la réédition révisée et complétée, en 1770, en un volume unique in-fº de l’Art de vérifier les dates ou faits historiques des chartes, des chroniques, et anciens monumens, initialement dû à dom Clémencet, en 1750. La nouvelle édition dans laquelle l’œuvre originale a paru à Paris, sous une forme entièrement changée, date de 1770. Cependant, toujours insatisfait de ce travail, il l’a entièrement refondu pour le porter à trois volumes in-fº, parus en 1783, 1784, 1787. L’original y a subi des altérations encore plus importantes, qui ont demandé plus de dix ans de travail à Clément qui, à la différence de Clémencet, a traité son sujet avec objectivité, sans se laisser influencer ni par des préjugés contre les jésuites ni par une prédilection aveugle pour les jansénistes.
Sa méthodologie ayant été agréée par les érudits et une nouvelle classe d’associés libres ayant été créée au sein de l’Académie des inscriptions et belles-lettres, en 1785, la voix publique l’a désigné pour en remplir une place. Aussitôt, le ministre Breteuil la lui a fait attribuer par Louis XVI. Assidu aux séances, modeste, il y a lu un long mémoire sur l’époque de la mort du roi Robert. Il a également démontré, à l’aide des chartes, du récit des historiens et de la chronologie des faits, l’invraisemblance de l’hypothèse de l’abbé Pingré, astronome qui cherchait à repousser cette date de deux ans sur la base de quelques observations astronomiques. Présenté au roi en qualité d’académicien, selon l’usage, ce dernier lui a témoigné son intérêt pour se recherches et nommé au comité chargé de préparer et de publier la collection des diplômes, chartes et actes relatifs à l’histoire de France.
La suppression des ordres et congrégations religieux par la Révolution l’ayant délogé de la maison des Blancs-manteaux, il s’est d’abord réfugié à l’abbaye de Saint-Germain puis, celle-ci ayant subi le même sort, il s’est rendu à Saint-Denys, mais cet asile lui ayant encore été fermé, il s’est retiré chez son petit neveu, Philippe Daniel Duboy-Laverne, directeur de l’Imprimerie nationale, où, malgré son grand âge, il était engagé avec ardeur dans la préparation d’une quatrième édition très augmentée de cet ouvrage, qui faisait encore autorité au XIXe siècle en chronologie, comprenant les temps antérieurs à l’ère chrétienne, lorsqu’une attaque d’apoplexie accompagnée de paralysie l’a subitement enlevé.
Terminée par Nicolas Viton de Saint-Allais, son œuvre inachevée a paru enrichie en 18 vol. in-8º, 1818-9, et été continuée jusqu’au XIXe siècle par le chevalier de Courcelles et le marquis Fortia d’Urban, 15 vol. in-8º, 1821-1833. Viton de Saint-Allais a également publié, en 1820, le traité l’Art de vérifier les dates des faits historiques avant l’ère chrétienne, 5 vol. in-8º, à partir des restes littéraires de Clément.

## Publications
- (la) Catalogus manuscriptorum codicum Collegii Claromontani, quem excipit catalogus mssrum domus professae Parisiensis (autoribus Dom F. Clément et L.-G. Oudart Feudrix de Bréquigny), 1764.
- Recueil de prospectus pour les 2e et 3e éditions de l’Art de vérifier les dates par Dom F. Clément, 1765.
- L’Art de vérifier les dates des faits historiques, des chartes, des chroniques et autres anciens monuments, depuis la naissance de Jésus-Christ, par le moyen d’une table chronologique, 1818.
- L’Art de vérifier les dates des faits historiques, des inscriptions, des chroniques et autres anciens monuments avant l’ère chrétienne, 1819.
- L’Art de vérifier les dates des faits historiques, des inscriptions, des chroniques et autres anciens monumens avant l’ère chrétienne... par un religieux de la congrégation de Saint-Maur (Dom F. Clément), imprimé pour la première fois... par Mr de Saint-Allais,... et formant la première partie de la nouvelle édition in-8º et in-4º, 1820.
- Histoire littéraire de la France où l’on traite de l’origine et du progrès, de la décadence et du rétablissement des sciences parmi les Gaulois & parmi les François… de tout ce qui a un rapport particulier à la litérature [sic]…, t. XI, 1841.
- Auguste-Marie-Pierre Ingold (d), éd., Les Correspondants de Grandidier : suivies d’un appendice contenant dix-sept lettres de Dom Clément à Gerbert, t. 5, Dom François Clément, bibliothécaire des Blancs Manteaux : lettres inédites, Paris ; Colmar, A. Picard et fils ;  : H. Huffel, 1895, 37 p., 24 cm (lire en ligne sur Gallica).
- Auguste-Marie-Pierre Ingold, éd., Dom Anselme Berthod, bollandiste : lettres inédites sur la réforme du bréviaire, les premiers évêques de Bâle, etc., Paris ; Colmar, A. Picard et fils ;  : H. Huffel, 1895, 37 p. (lire en ligne sur Gallica).

### Éditions scientifiques
- Recueil des historiens des Gaules et de la France…, avec Michel-Jean-Joseph Brial et autres, 1867.
- Histoire littéraire de la France, Congrégation de Saint-Maur, 1865.
- Recueil des historiens des Gaules et de la France…, t. XII-XIII, 1847.
- Histoire littéraire de la France où l’on traite de l’origine et du progrès…, t. XII, 1830.
- L’Art de vérifier les dates des faits historiques, des chartes, des chroniques et autres anciens monumens, depuis la naissance de Notre-Seigneur, par le moyen d’une table chronologique, de Maur Dantine et autres, 1770, 1783.
- Maurice Poncet (d), Nouveaux Éclaircissemens sur l’origine et le Pentateuque des Samaritains, par un religieux bénédictin de la congrégation de S. Maur, 1760.
- Recueil des historiens des Gaules et de la France…, 1738.